# Multedo
Multedo (Mortiou in ligure) è un quartiere del ponente genovese, amministrativamente compreso nel Municipio VII Ponente; un tempo comune autonomo, è situato tra Sestri Ponente e Pegli, a partire dal 1875 fu amministrativamente unito a quest'ultima.

## Descrizione del quartiere

### Toponimo
Il nome del quartiere, attestato fin dal XII secolo, è legato, come quello di molte altre località del genovesato, alla presenza delle specie vegetali che caratterizzavano il territorio. Il termine murtiòu in lingua locale significa infatti mirteto (bosco di mirti), pianta spontanea comunissima sulla costa ligure e nell'immediato entroterra. Questa essenza vegetale, sempre nella zona di Genova, ha dato il nome anche alla frazione di Murta, nel quartiere di Bolzaneto e al colle di Multedo, nel quartiere di Castelletto.

### Territorio
Multedo è una delle unità urbanistiche in cui è suddiviso il Municipio VII Ponente della città di Genova.
Multedo ha avuto una storia tormentata dal punto di vista amministrativo. Assegnato in tempi diversi alla giurisdizione dei centri vicini, rispetto ai quali ha sempre sofferto di questa subalternità. In epoca medievale Multedo apparteneva alla pieve di Prà, nel tardo medioevo fu accorpato alternativamente a Pegli e a Sestri Ponente. Con la repubblica democratica divenne comune autonomo, inserito nel Mandamento di Sestri Ponente, ma nel 1875 fu annesso al comune di Pegli (Regio Decreto 11/8/1874 nº2169). Con il regio decreto-legge n. 74 del 14 gennaio 1926, il comune fu aggregato a quello di Genova, nell'ambito della creazione della cosiddetta Grande Genova, la cui nuova entità amministrativa diventò operativa dal 1º luglio 1926.
L'unità urbanistica di Multedo è una delle più estese del ponente genovese (oltre 19 km²), in quanto comprende la maggior parte della Val Varenna, ma l'area urbanizzata è solo poco più di 1 km². A Multedo appartiene tutta l'alta Val Varenna, con le frazioni di Carpenara e S. Carlo di Cese e la zona a sinistra della bassa valle.
Multedo confina a levante con il quartiere di Sestri, a ponente con Pegli e, lungo i crinali montuosi, con Prà e Voltri, a nord con il comune di Ceranesi, nell'alta Val Polcevera.

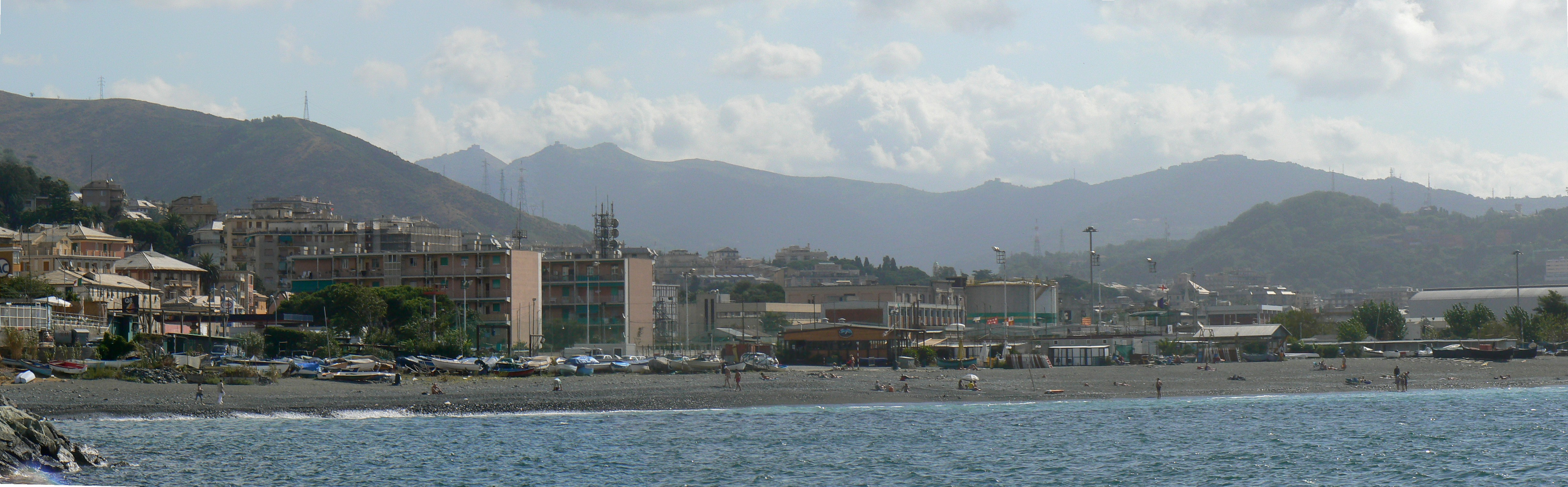
Panorama della spiaggia di Multedo

### Clima
STAZIONE METEO LIMET (m.55 slm) dal 2018 al 2022
| Mese                  | Mesi        | Mesi        | Mesi        | Mesi        | Mesi        | Mesi        | Mesi        | Mesi        | Mesi        | Mesi        | Mesi        | Mesi        | Stagioni | Stagioni | Stagioni | Stagioni | Anno    |
| Mese                  | Gen         | Feb         | Mar         | Apr         | Mag         | Giu         | Lug         | Ago         | Set         | Ott         | Nov         | Dic         | Inv      | Pri      | Est      | Aut      | Anno    |
| --------------------- | ----------- | ----------- | ----------- | ----------- | ----------- | ----------- | ----------- | ----------- | ----------- | ----------- | ----------- | ----------- | -------- | -------- | -------- | -------- | ------- |
| T. max. media (°C)    | 12,6        | 13,3        | 15,3        | 18,3        | 21,4        | 26,1        | 28,8        | 29,5        | 26,3        | 21,4        | 16,1        | 12,8        | 12,9     | 18,3     | 28,1     | 21,3     | 20,2    |
| T. media (°C)         | 8,9         | 9,6         | 11,1        | 14,0        | 17,3        | 22,1        | 24,5        | 25,0        | 21,6        | 17,4        | 12,5        | 9,3         | 9,3      | 14,1     | 23,9     | 17,2     | 16,1    |
| T. min. media (°C)    | 6,0         | 6,7         | 7,7         | 10,5        | 14,0        | 18,7        | 21,0        | 21,5        | 18,2        | 14,6        | 9,9         | 6,8         | 6,5      | 10,7     | 20,4     | 14,2     | 13,0    |
| T. max. assoluta (°C) | 19,1 (2018) | 20,2 (2022) | 22,9 (2019) | 29,5 (2018) | 29,6 (2018) | 34,9 (2019) | 38,2 (2022) | 36,2 (2022) | 32,6 (2019) | 27,1 (2018) | 21,1 (2020) | 21,0 (2022) | 21,0     | 29,6     | 38,2     | 32,6     | 38,2    |
| T. min. assoluta (°C) | 0,6 (2019)  | −4,4 (2018) | −0,8 (2018) | 3,8 (2020)  | 6,2 (2019)  | 14,3 (2021) | 16,4 (2019) | 15,9 (2020) | 10,8 (2020) | 9,3 (2020)  | 3,5 (2018)  | 1,3 (2020)  | −4,4     | −0,8     | 14,3     | 3,5      | −4,4    |
| Precipitazioni (mm)   | 108,7       | 54,9        | 113,6       | 95,9        | 93,6        | 40,2        | 30,8        | 60,6        | 61,9        | 292,4       | 305,2       | 123,5       | 287,1    | 303,1    | 131,6    | 659,5    | 1 381,3 |

## Demografia
Come singola unità urbanistica, Multedo contava al 31 dicembre 2022 una popolazione di 4 390 residenti.

## Storia
Il quartiere è di origine antica ed ha seguito le vicende storiche di Pegli, godendo a fasi alterne di una propria autonomia fino alla sua definitiva annessione al comune di Pegli nel 1875.

### Le origini
Secondo la leggenda, Multedo fu uno dei numerosi approdi sulle coste liguri dei santi Nazario e Celso che, ai tempi dell'imperatore Nerone, avrebbero iniziato l'evangelizzazione della Liguria, ed ai quali è intitolata la chiesa parrocchiale.
Le prime case sorsero sul promontorio che chiudeva a ponente il golfo di Sestri, lungo la frequentatissima via medioevale che collegava Genova con i paesi della riviera, impropriamente chiamata via Antica Romana, ancora oggi ben conservata nel tratto che attraversa il paese.

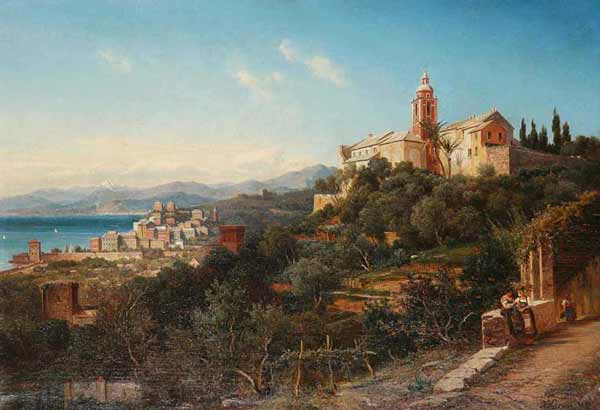
Veduta ottocentesca con la chiesa di Monte Oliveto e le case di Pegli sullo sfondo (Alois Kirnig, 1891)

Il Giustiniani, vescovo e storico, nei suoi "Annali", scritti all'inizio del Cinquecento, dedica solo un breve cenno alla "villa" (cioè il borgo) di "Morzio", allora abitata da settanta famiglie ("fuochi"):
(Agostino Giustiniani, "Annali della Repubblica di Genova", 1537)
Nei secoli successivi sul promontorio furono costruite ville patrizie, con i giardini che arrivavano quasi al mare.

### L'Ottocento
Divenuto comune autonomo alla fine del Settecento, al tempo della Repubblica Ligure napoleonica, così lo descrive lo Zuccagni-Orlandini nella prima metà dell'Ottocento, negli anni dell'autonomia comunale:
(Attilio Zuccagni-Orlandini, "Corografia fisica, storica e statistica dell'Italia e delle sue Isole", 1836)
Goffredo Casalis nel suo Dizionario geografico, storico, statistico, commerciale degli stati di S. M. il Re di Sardegna, cita come prodotto tipico della zona il vino e, per la frazione di San Carlo di Cese, le castagne. Sempre Casalis riporta che nel territorio di Multedo si trovavano parecchie cartiere, un cotonificio e una fonderia di rame.

### Il Novecento

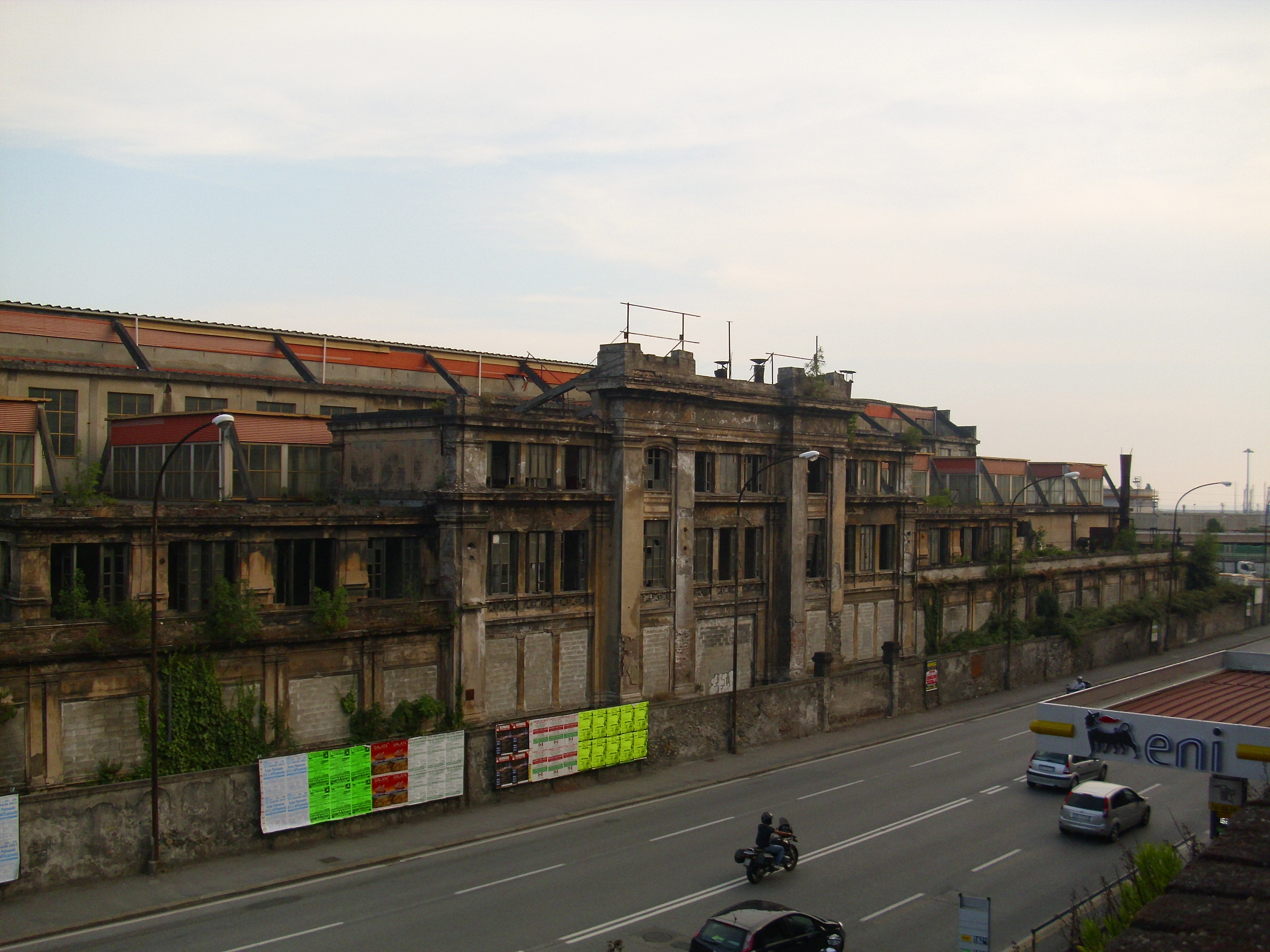
Le ex fonderie Ansaldo di Multedo (2013)

Per secoli piccolo ma rinomato centro residenziale e di villeggiatura, ancora all'inizio del nuovo secolo vi erano sorti villini in stile Liberty con le caratteristiche torrette colorate, ma nel corso del Novecento il quartiere è stato interessato da importanti fenomeni di industrializzazione.
Già negli anni dieci l'Ansaldo aveva costruito, nell'area a mare adiacente ai cantieri di Sestri Ponente le "Fonderie di Multedo", un complesso di capannoni progettato da Adolfo Ravinetti, attivo fino agli anni ottanta, di notevole interesse dal punto di vista dell'archeologia industriale e al giorno d'oggi ristrutturato e sede di aziende private.

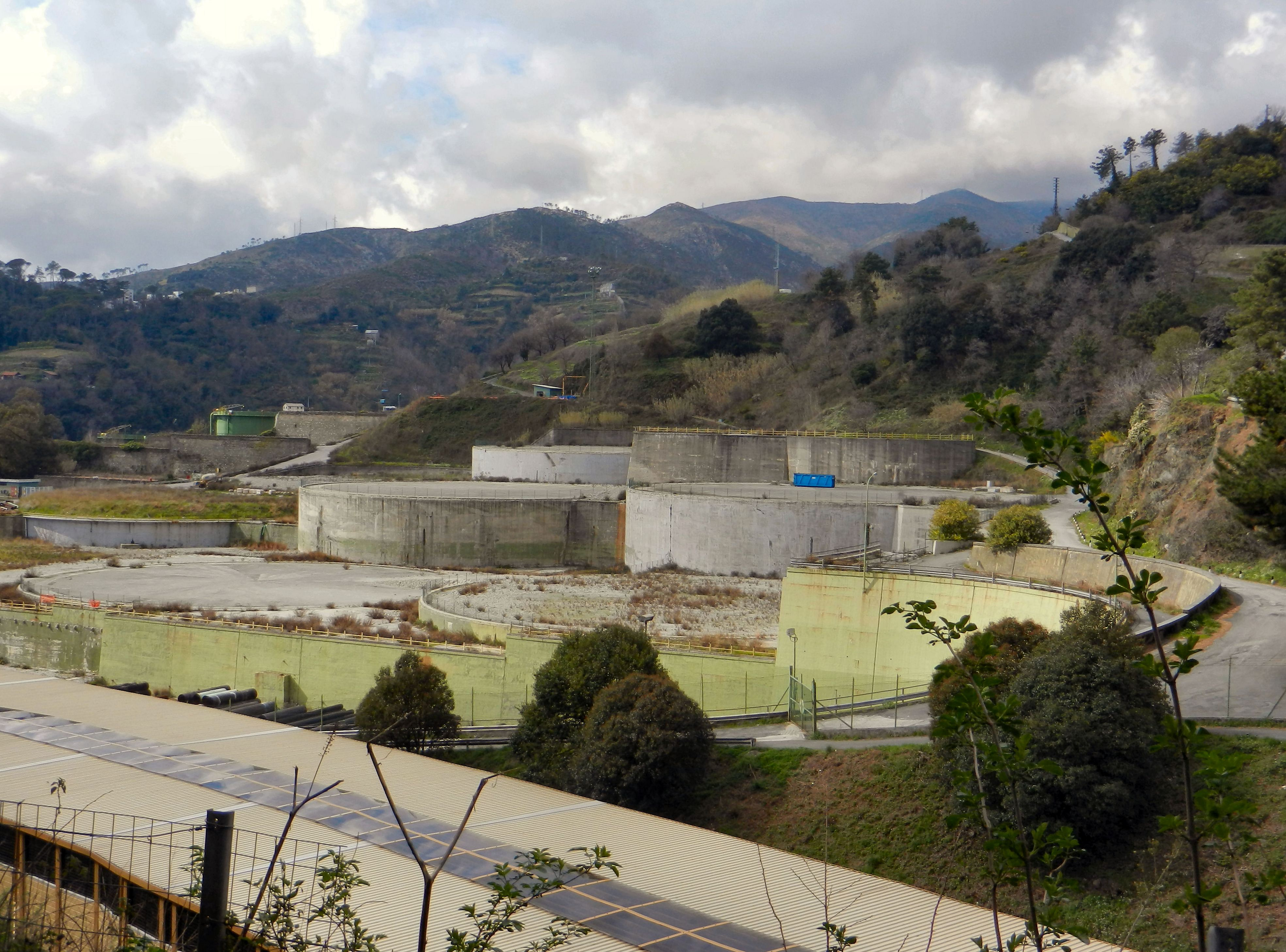
Depositi petroliferi dismessi sulla collina alle spalle di Multedo

È stato però nel secondo dopoguerra che uno sviluppo industriale incontrollato, in netta contrapposizione con la crescita equilibrata della prima industrializzazione, ha mutato radicalmente il volto del quartiere, stravolgendolo completamente. In breve tempo in spazi ristretti sorsero il Porto Petroli di Genova, inaugurato nel 1963, insediamenti industriali, depositi petroliferi e il casello autostradale di Genova-Pegli dell'Autostrada A10. Gli insediamenti petroliferi (porto petroli e depositi) sono stati nel tempo causa di tragici incidenti, il più grave dei quali avvenne il 12 luglio 1981, quando si contarono sette morti e numerosi feriti per l'esplosione della petroliera giapponese Hakuyoh Maru, colpita da un fulmine mentre era attraccata nel porto petroli.
Sulla collina di monte Oliveto era presente un tempo la "Villa Pignone", distrutta nel dopoguerra per far spazio ad insediamenti industriali mai realizzati. A seguito di questo scempio, risultato peraltro inutile, è rimasta la cancellata d'ingresso con l'ex casa del custode, il parco alberato e gli archi del basamento quasi completamente occultati dalla vegetazione.
Allo scempio industriale sono sopravvissute la Villa Lomellini Rostan (ma non il suo bellissimo parco), la chiesa di Monte Oliveto e la spiaggia, alla foce del Varenna, compromessa però dalla presenza del vicino porto petroli e della pista dell'Aeroporto "Cristoforo Colombo", protesa sulla penisola artificiale che chiude a mare l'area del porto petroli.

## Monumenti e luoghi d'interesse

### Architetture civili

#### Villa Lomellini Rostan

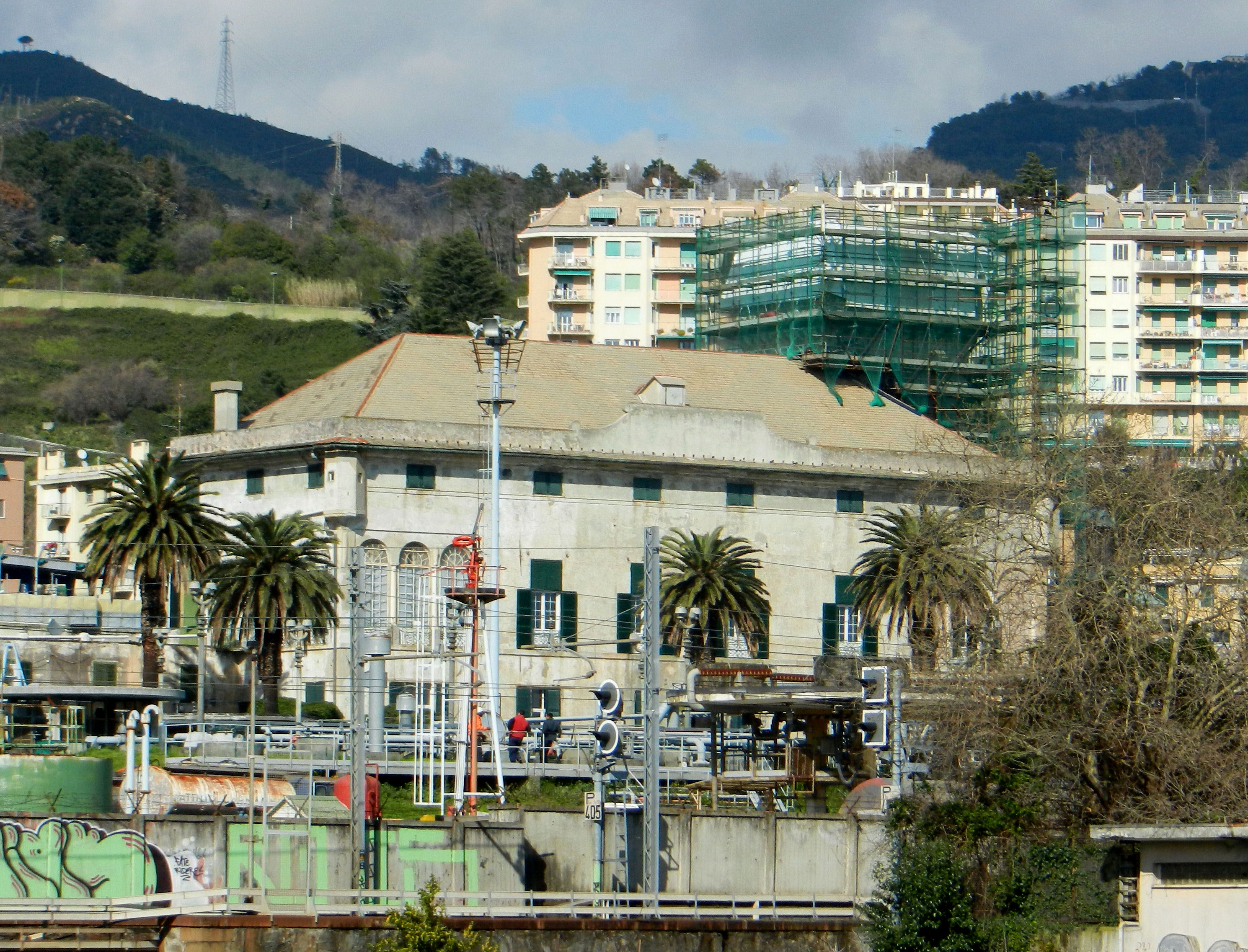
La villa Lomellini Rostan

La villa Lomellini Rostan è una dimora patrizia situata a poca distanza dal torrente Varenna, che delimita l'area di Multedo da quella di Pegli. Costruita nel XVI secolo dalla famiglia Lomellini, fu restaurata nel Settecento da Agostino Lomellini, politico e letterato, doge dal 1760 al 1762; dopo il suo ritiro dalla vita politica, nel 1784, Agostino Lomellini incaricò Emanuele Andrea Tagliafichi della progettazione del giardino all'inglese, che divenne uno dei più belli e ammirati d'Europa, come testimonia anche il sopra citato testo dello Zuccagni-Orlandini.
Passata per via ereditaria alla famiglia Rostan, nel corso dell'Ottocento la villa divenne un importante punto di riferimento culturale, ospitando illustri personalità di tutta l'Europa, come ricordato da una targa all'ingresso.
Sempre per via ereditaria, passò alla famiglia Reggio. Conserva al suo interno un ciclo di affreschi di Bernardo Castello. Il giardino disegnato dal Tagliafichi è invece scomparso nella seconda metà del Novecento, quando parte di esso fu trasformato in un campo da calcio e il resto sacrificato per la realizzazione di depositi petroliferi e dello svincolo di Pegli dell'autostrada A10.
Tuttora di proprietà dei marchesi Reggio, dal 2005 ospita la sede sociale del Genoa CFC che già da molti anni utilizzava il campo sportivo, intitolato al papa Pio XII, come sede di allenamento. Dallo stesso anno il complesso sportivo è intitolato a Gianluca Signorini, storico capitano della società, prematuramente scomparso nel 2002 a soli 42 anni.

### Architetture religiose

#### Chiesa di S. Maria di Monte Oliveto

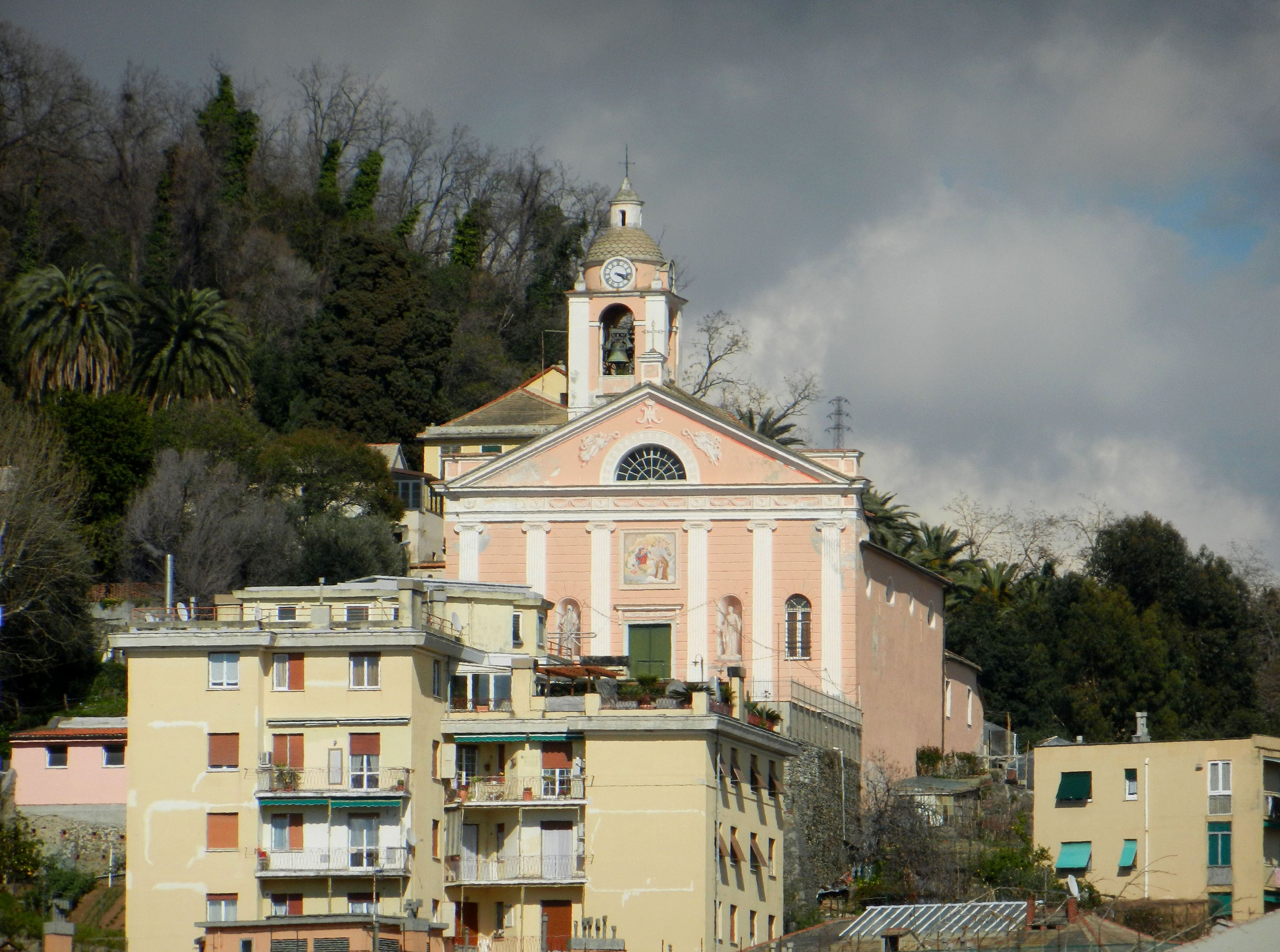
La chiesa di Monte Oliveto

La chiesa di S. Maria e dei Santi Nazario e Celso in Multedo, più conosciuta come S. Maria di Monte Oliveto o semplicemente chiesa di Monte Oliveto, fu fondata dai Carmelitani calzati nel XVI secolo.
Una prima chiesa dedicata ai Santi Nazario e Celso e dipendente dalla pieve di Prà esisteva probabilmente già prima dell'XI secolo, ma è citata per la prima volta in un documento del 18 marzo 1210; nel 1248 risultava essere parrocchiale; nel 1432 fu saccheggiata dalle truppe di Filippo Maria Visconti, duca di Milano, in guerra con la Repubblica di Genova.
Nel 1516 i Carmelitani, guidati da un certo Ugolino Marengo di Novi, si insediarono nella parrocchia grazie all'appoggio dei Lomellini; ottenuta l'approvazione del papa Leone X essi avviarono la costruzione della nuova chiesa di Monte Oliveto, intitolata alla Natività di Maria e dell'annesso convento. Il nuovo edificio sacro fu costruito in posizione preminente sul colle sovrastante la vecchia chiesa. I lavori di costruzione si protrassero a lungo (nel 1582 una nota del visitatore apostolico Francesco Bossi sollecitava il termine dei lavori;) il 12 luglio 1584 un decreto del vicario generale dell'arcidiocesi di Genova Clemente Politi trasferì la parrocchialità alla nuova chiesa, pur non del tutto ultimata. Al titolo della nuova parrocchia fu aggiunto anche quello dei Santi Nazario e Celso della vecchia chiesa, che divenne sede della confraternita. I Lomellini diedero un apporto decisivo al completamento dell'edificio e nel 1586, in segno di riconoscenza, i padri carmelitani concessero loro il diritto della sepoltura nella chiesa.

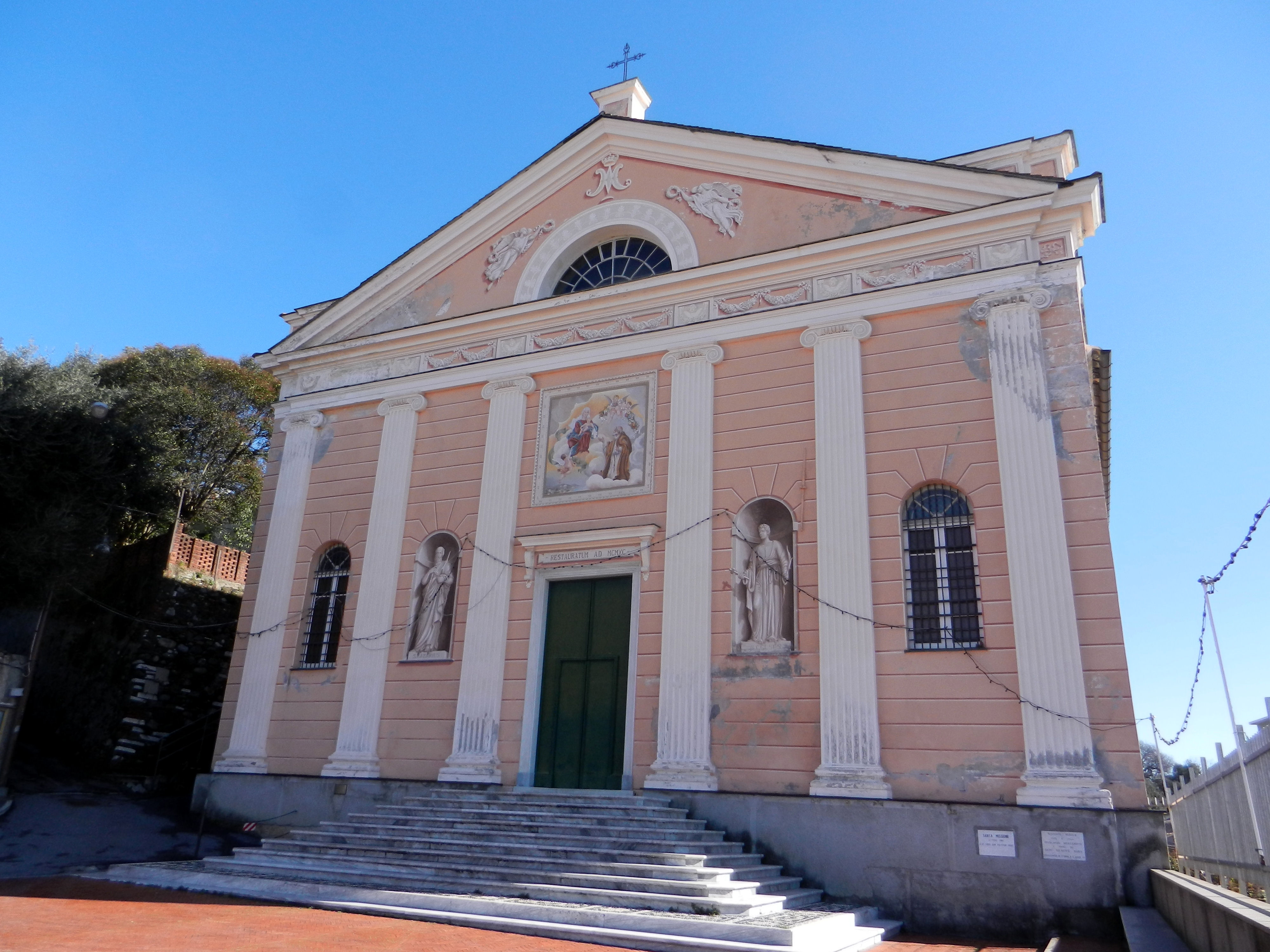
La facciata della chiesa

A cavallo tra il XVI e il XVII secolo il convento di Monte Oliveto visse il suo periodo di maggior splendore: la presenza di figure di spicco dell'ordine carmelitano contribuì ad accreditare il complesso come centro culturale e di potere.
La chiesa, consacrata il 6 luglio 1637 dal vescovo di Noli Angelo Mascardi, subì danni e saccheggi nelle guerre del 1746-1747 e del 1800. Nel 1812 i Carmelitani, ridotti di numero, abbandonarono la parrocchia e la chiesa fu affidata al clero secolare; subì vari restauri nell'Ottocento, quando fu rifatta la facciata (1840), e all'inizio del Novecento.
La chiesa ha tre navate e nove altari; conserva numerose opere d'arte, tra queste una tavola di Pier Francesco Sacchi raffigurante la "Deposizione dalla Croce" (1527), alcuni dipinti attribuiti a Bernardo Castello ("Tutti i Santi", "Madonna col Bambino" e "Santi Nazario e Celso"), due tele di Antonio Semino ("Assunzione" e "Crocifisso e Santi", entrambe datate 1585) ed uno Sposalizio mistico di santa Caterina di Pier Francesco Piola. Sull'altare maggiore statua barocca in marmo della Madonna col Bambino. Notevole il pavimento in marmo, rifatto nel 1907. Il sagrato offre tuttora un ampio panorama sul mare, mentre la vista su Pegli è oggi limitata da alcuni moderni caseggiati.

#### Oratorio dei santi Nazario e Celso
L'oratorio dei santi Nazario e Celso sorge sul sito della vecchia chiesa, all'inizio di salita Monte Oliveto, all'incrocio con la via Antica Romana di Pegli. Con il trasferimento della parrocchialità alla nuova chiesa, nel 1584, la vecchia chiesa fu ceduta al patrizio genovese Bartolomeo Lomellini, principale finanziatore della nuova costruzione, con il vincolo che l'edificio fosse comunque utilizzato come luogo di culto. I Lomellini lo affidarono quindi alla Compagnia dei Disciplinanti, nome con il quale era allora chiamata la locale confraternita.
L'oratorio, ricostruito nel 1613, è una modesta costruzione ad una sola navata. Vi si accede tramite una porta laterale, mentre nella facciata principale, affacciata su uno slargo della salita, con una piccola porta, in tempi recenti sono state chiuse tutte le finestre. All'edificio sono addossate, lungo la salita, alcune costruzioni realizzate in tempi diversi.
All'interno si trova un ciclo di affreschi di Lazzaro Tavarone con "Storie di Cristo e dei santi Nazario e Celso" (1634); vi sono conservati anche una tela di Giovanni Agostino Ratti raffigurante l'"Immacolata" (1749) e un antico bassorilievo della vecchia chiesa, raffigurante la "Madonna del Carmine e i santi Nazario e Celso". Nella sacrestia è conservata la settecentesca cassa processionale lignea dei Santi Nazario e Celso. Nell'oratorio sono svolte attualmente la maggior parte delle attività parrocchiali.

## Infrastrutture e trasporti
Il nucleo storico di Multedo si era sviluppato lungo la medioevale via Antica Romana. Lungo questa strada, frequentatissima via di collegamento tra Genova e il ponente, erano sorte compatte abitazioni a schiera. L'antico percorso è quasi interamente conservato e percorribile in tutto il tratto che attraversa il quartiere, dal confine con Sestri Ponente fino al ponte sul Varenna, nei pressi della villa Lomellini Rostan.

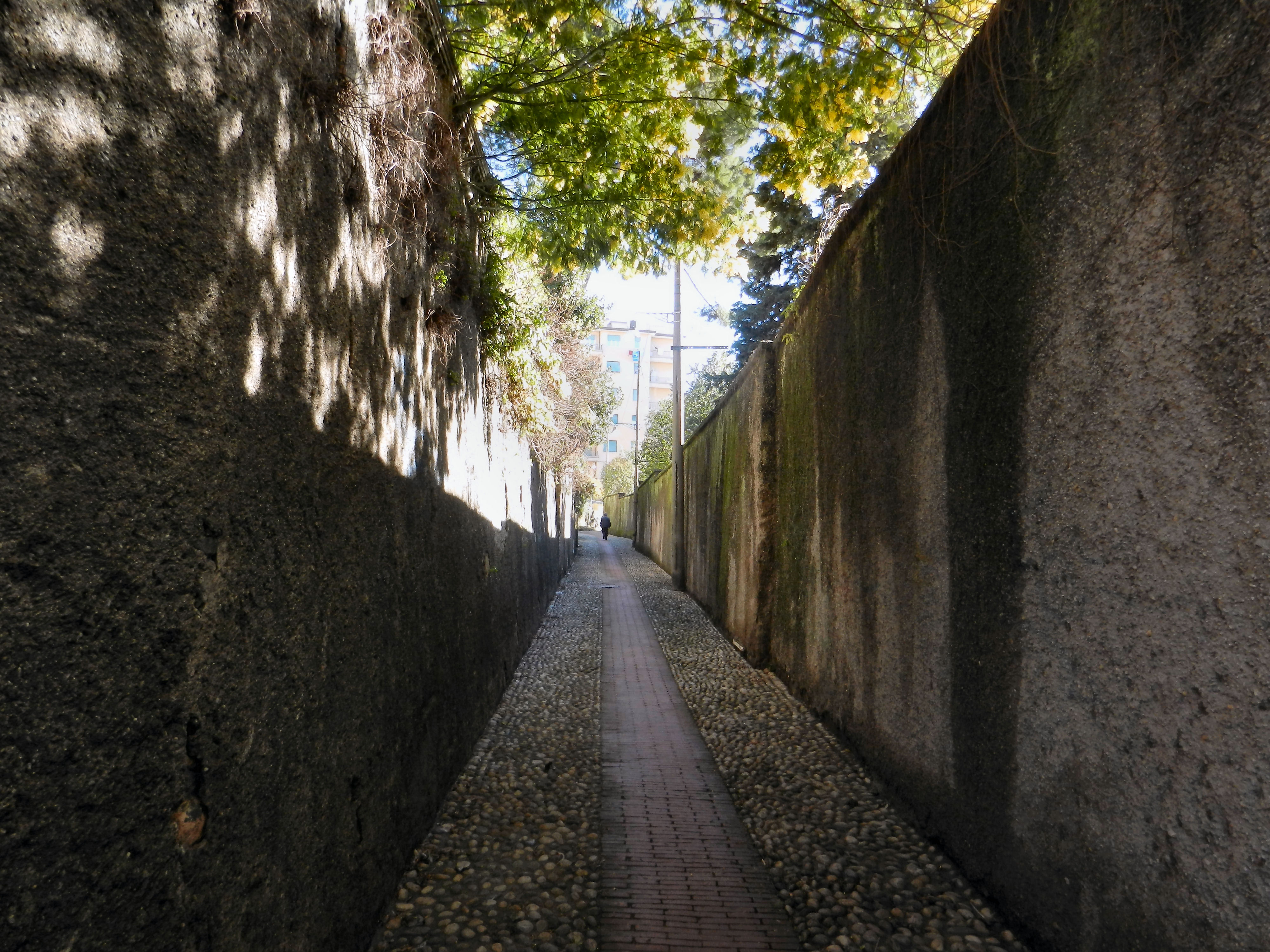
Uno scorcio della via "Antica Romana di Pegli"
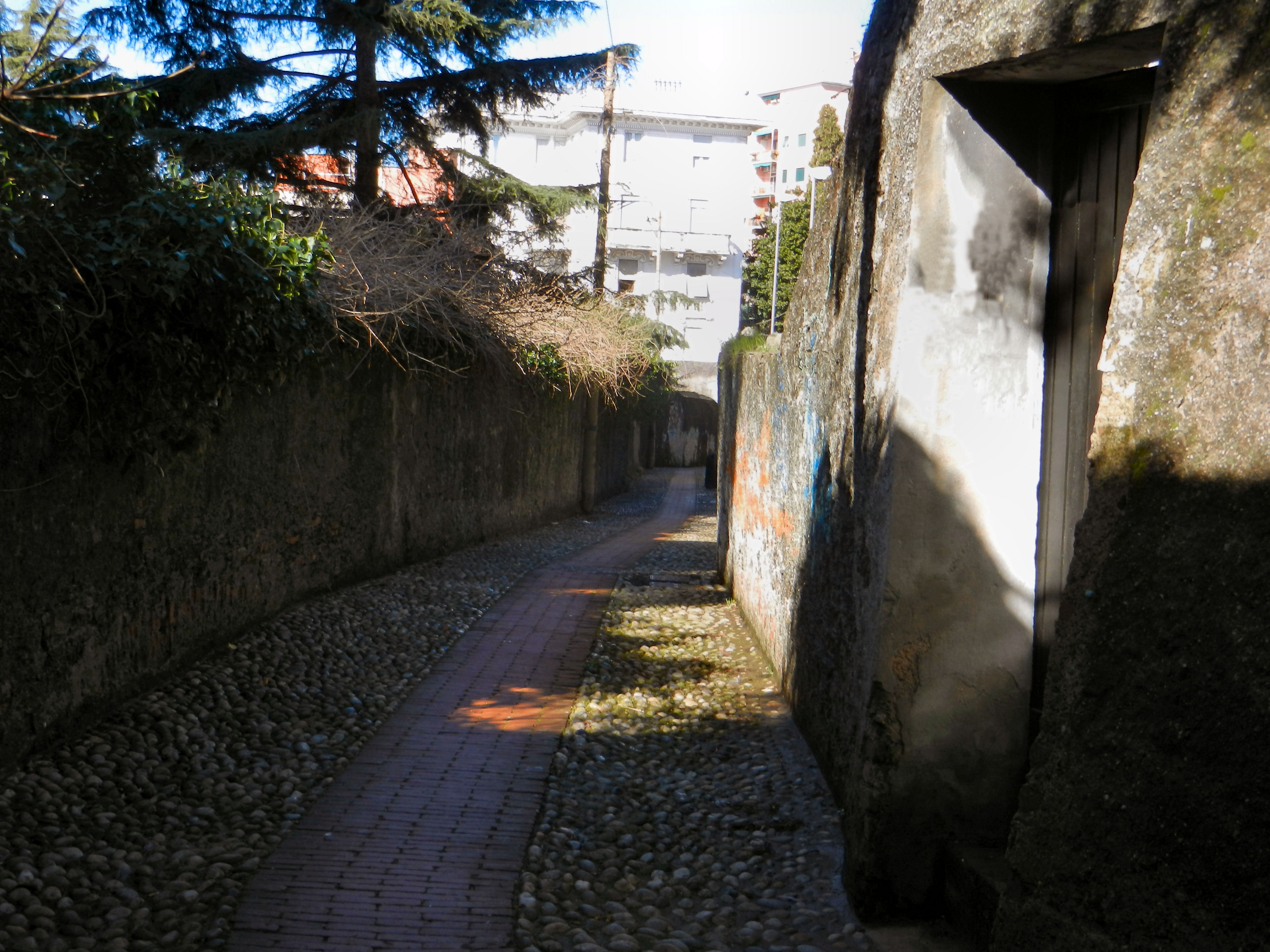
Altra vista della via
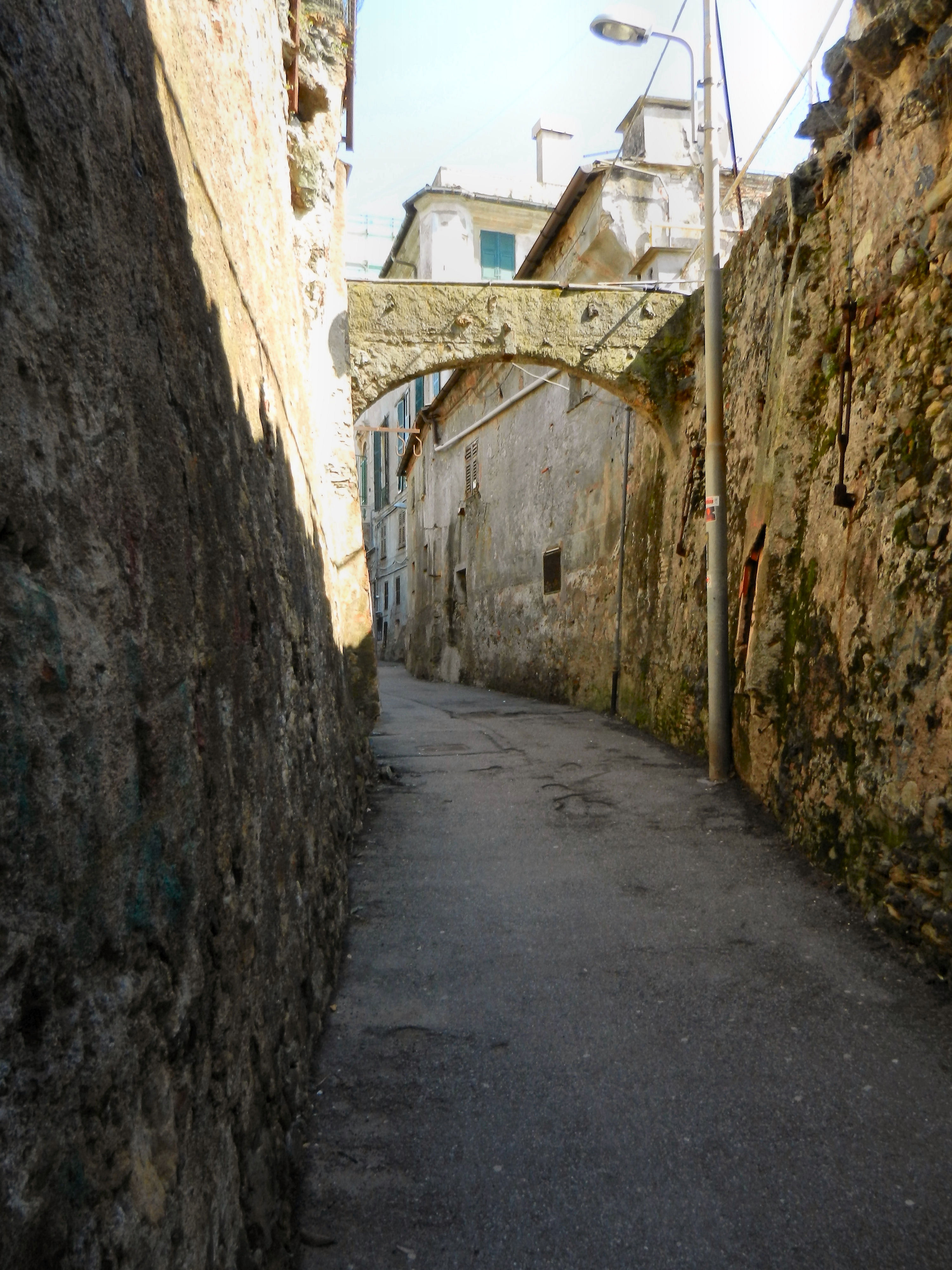
L'antica via all'altezza della villa Rostan

### Strade
La moderna viabilità che attraversa il quartiere è costituita dall'asse di scorrimento formato dalle vie Multedo di Pegli e Ronchi (e dalla parallela a quest'ultima, Via Simone Pacoret de Saint-Bon, sulla quale si innesta la viabilità proveniente dal vicino casello autostrale).

### Autostrade
Il casello autostradale di Genova-Pegli sull'A10 (Genova – Ventimiglia) è situato al centro del quartiere di Multedo, gli svincoli lambiscono il campo sportivo Signorini.

### Ferrovie
- La stazione ferroviaria più vicina è quella di Genova Pegli, a circa 1  km, sulla linea Genova - Ventimiglia. Questa linea ferroviaria attraversa tutto il quartiere, che però attualmente non dispone di una propria stazione; il progetto di rifacimento del nodo ferroviario di Genova prevede tuttavia la probabile apertura di una stazione, nell'ambito della trasformazione della linea ferroviaria a mare in ferrovia metropolitana.
- Nel territorio di Multedo, nella bassa Val Varenna, esiste anche la stazione di Genova Granara sulla linea linea Genova - Acqui. Raggiungibile solo a piedi dalla sottostante via Carpenara, è servita solo da quattro treni giornalieri.

### Trasporti urbani
Il quartiere è servito dalla linea di autobus 1 dell'AMT, che collega piazza Caricamento a Voltri, attraversando tutti i quartieri del ponente genovese.

### Aeroporti
- Aeroporto di Genova-Cristoforo Colombo - 4,5 km.

### Ospedali
- Ospedale Padre Antero, Sestri Ponente - 3,5 km.
- Ospedale San Carlo, Voltri - 8 km.
- Ospedale Villa Scassi, Sampierdarena - 9 km.

## Sport
Il quartiere ospita il già citato complesso sportivo Signorini, sede sociale e di allenamento del Genoa CFC.
L'A.S.D. Multedo 1930, una delle più importanti associazioni sportive dilettantistiche genovesi, è attiva in diverse discipline sportive quali: calcio (maschile e femminile), nuoto, pesca sportiva, cicloturismo, e arti marziali. Ottimi i risultati ottenuti della sezione nuoto e canottaggio, nonché storicamente dalla sezione pallavolo, giunta seconda nel Campionato italiano di Serie A nelle stagioni 1952 e 1953.
La società disponeva anche di una piscina intitolata a Nico Sapio, giornalista sportivo scomparso nella tragedia di Brema del 28 gennaio 1966, ma l'impianto è attualmente chiuso in attesa di essere affidato ad un nuovo gestore. La piscina si trova in via Reggio, accanto allo svincolo autostradale.